# American Music Award

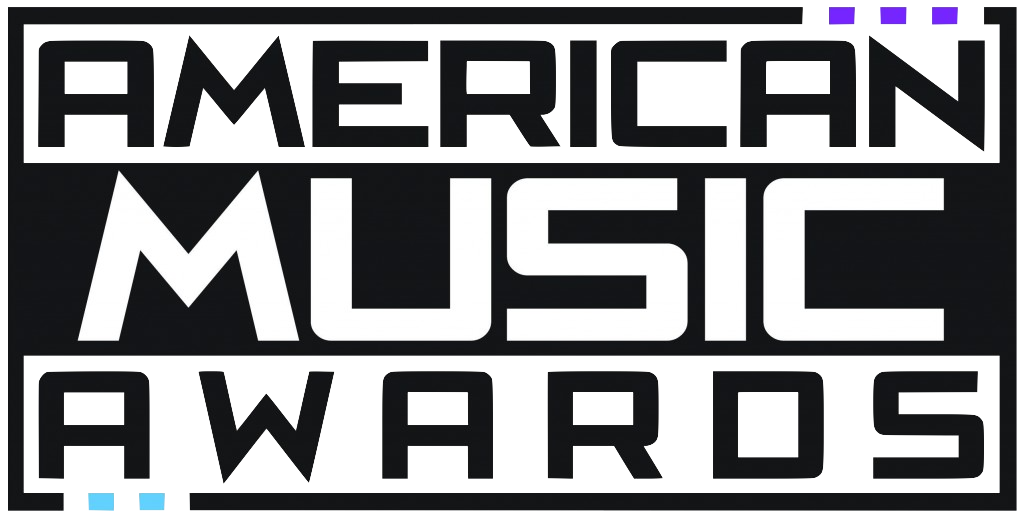
Logo American Music Award

American Music Award (skrót AMA) – nagroda dla najlepszych artystów muzycznych przyznawana corocznie. Statuetka American Music Awards przyznawana jest na podstawie „popularności” danego artysty, mierzonej poprzez liczbę sprzedanych albumów/singli itp. Nagrodę ufundował w 1973 roku Dick Clark. Rozdawane w niedzielę, drugiego lub trzeciego tygodnia listopada. W 2018 roku statuetki były rozdawane w drugim tygodniu października.

## AMA 2014
Gala wręczenia nagród odbyła się w Nokia Theatre L.A. Live w Los Angeles.
Laureaci nagrody:
- Artysta roku: One Direction
- Piosenka roku: Katy Perry – Dark Horse
- Debiut roku: 5 Seconds of Summer
- Ulubiony artysta pop: Sam Smith
- Ulubiona artystka pop: Katy Perry
- Ulubiony zespół pop: One Direction
- Ulubiony artysta country: Luke Bryan
- Ulubiona artystka country: Carrie Underwood
- Ulubiony zespół country: Florida Georgia Line
- Ulubiony album country: Brantley Gilbert – Just as I Am
- Ulubiony album pop: One Direction – Midnight Memories
- Ulubiona artystka rap/hip-hop: Iggy Azalea
- Ulubiony album rap/hip-hop: Iggy Azalea – The New Classic
- Ulubiony artysta Soul/R&B: John Legend
- Ulubiona artystka Soul/R&B: Beyoncé
- Ulubiony album Soul/R&B: Beyoncé – Beyoncé
- Ulubiony artysta – Alternative Rock: Imagine Dragons
- Ulubiony artysta dla dorosłych: Katy Perry
- Ulubiony artysta latynoski: Enrique Iglesias
- Ulubiony artysta EDM: Calvin Harris
- Ulubiony współczesny artysta: Casting Crowns
- Najlepsza ścieżka dźwiękowa: Frozen

## AMA 2015
Gala wręczenia nagród odbyła się w Microsoft Theater w Los Angeles, uroczystość prowadziła Jenifer Lopez.
Laureaci nagrody:
- Artysta roku: One Direction
- Piosenka roku: Taylor Swift – Blank Space
- Debiut roku: Sam Hunt
- Ulubiony artysta pop: Ed Sheeran
- Ulubiona artystka pop: Ariana Grande
- Ulubiony zespół pop: One Direction
- Ulubiony artysta country: Luke Bryan
- Ulubiony album pop: Taylor Swift – 1989
- Ulubiona artystka rap/hip-hop: Nicki Minaj
- Ulubiony artysta Soul/R&B: The Weeknd
- Ulubiona artystka Soul/R&B: Rihanna
- Ulubiony album Soul/R&B: The Weeknd – Beauty Behind the Madness
- Ulubiony artysta – Alternative Rock: Fall Out Boy
- Ulubiony artysta dla dorosłych: Taylor Swift
- Najlepsza ścieżka dźwiękowa: Pitch Perfect 2

## AMA 2016
Gala wręczenia nagród odbyła się w Microsoft Theather w Los Angeles, uroczystość poprowadziła Gigi Hadid i Jay Pharoah.
Laureaci nagrody:
- Artysta roku: Ariana Grande
- Kolaboracja roku: Fifth Harmony i Ty Dolla Sign – Work From Home
- Debiut roku: Zayn Malik
- Ulubiony artysta pop: Justin Bieber
- Ulubiona artystka pop: Selena Gomez
- Ulubiony zespół pop: Twenty One Pilots
- Ulubiony artysta country: Blake Shelton
- Video roku: Justin Bieber – „Sorry”
- Ulubiony artysta rap/hip-hop: Drake
- Ulubiony artysta Soul/R&B: Chris Brown
- Ulubiona artystka Soul/R&B: Rihanna
- Ulubiony album Soul/R&B: Rihanna – Anti
- Ulubiony artysta' – rock alternatywny:' Twenty One Pilots
- Ulubiony artysta dla dorosłych: Adele
- Najlepsza ścieżka dźwiękowa: Purpurowy deszcz

## AMA 2017
Ceremonia wręczenia nagród miała miejsce w Microsoft Theather w Los Angeles, którą poprowadziła Tracee Ellis Ross.
Laureaci nagród:
- Artysta roku: Bruno Mars
- Kolaboracja roku: Luis Fonsi i Daddy Yankee (gościnnie Justin Bieber) – Despacito
- Video roku: Bruno Mars – That's What I Like
- Debiut roku: Niall Horan
- Ulubiony artysta pop: Bruno Mars
- Ulubiona artystka pop: Lady Gaga
- Ulubiony zespół pop: Imagine Dragons
- Ulubiony artysta country: Keith Urban
- Ulubiony artysta rap/hip-hop: Drake
- Ulubiony artysta Soul/R&B: Bruno Mars
- Ulubiona artystka Soul/R&B: Beyoncé
- Ulubiony album Soul/R&B: Bruno Mars – 24k Magic
- Ulubiony artysta' – rock alternatywny:' Linkin Park
- Ulubiony artysta dla dorosłych: Shawn Mendes
- Najlepsza ścieżka dźwiękowa: Vaiana: Skarb oceanu

## AMA 2018
Ceremonia wręczenia nagród miała miejsce 9 października 2018 roku w Microsoft Theather w Los Angeles, którą poprowadziła Tracee Ellis Ross, po raz drugi.
Laureaci nagród:
- Artysta roku: Taylor Swift
- Kolaboracja roku: Camila Cabello i Young Thug – „Havana”
- Video roku: Camila Cabello i Young Thug – „Havana”
- Trasa koncertowa roku: Taylor Swift – Taylor Swift’s Reputation Stadium Tour
- Ulubiony artysta społecznościowy: BTS
- Debiut roku: Camila Cabello
- Ulubiony artysta pop: Post Malone
- Ulubiona artystka pop: Taylor Swift
- Ulubiony zespół pop: Migos
- Ulubiony artysta country: Kane Brown
- Ulubiona artystka country: Carrie Underwood
- Ulubiony artysta rap/hip-hop: Cardi B
- Ulubiony artysta Soul/R&B: Khalid
- Ulubiona artystka Soul/R&B: Rihanna
- Ulubiony album Soul/R&B: XXXTentacion – 17
- Ulubiony artysta' – rock alternatywny:' Panic! at the Disco
- Ulubiony artysta dla dorosłych: Shawn Mendes
- Najlepsza ścieżka dźwiękowa: Czarna pantera

## American Music Awards 2019
Czterdziesta siódma edycja ceremonii wręczenia nagród miała miejsce w niedzielę, 24 listopada 2019 roku po raz czternasty w Microsoft Theather w Los Angeles w Kalifornii, którą poprowadziła Ciara.
Laureaci nagród:
- Artysta roku: Taylor Swift
- Kolaboracja roku: Shawn Mendes i Camila Cabello – Señorita
- Teledysk roku: Taylor Swift – You Need to Calm Down
- Trasa koncertowa roku: BTS – Love Yourself World Tour
- Ulubiony artysta społecznościowy: BTS
- Debiut roku: Billie Eilish
- Ulubiony artysta pop: Khalid
- Ulubiona artystka pop: Taylor Swift
- Ulubiony zespół pop: BTS
- Ulubiony artysta country: Kane Brown
- Ulubiona artystka country: Carrie Underwood
- Ulubiony artysta rap/hip-hop: Cardi B
- Ulubiony artysta Soul/R&B: Bruno Mars
- Ulubiona artystka Soul/R&B: Beyoncé
- Ulubiony album Soul/R&B: Khalid – Free Spirit
- Ulubiony artysta' – rock alternatywny:' Billie Eilish
- Ulubiony artysta dla dorosłych: Taylor Swift
- Najlepsza ścieżka dźwiękowa: Bohemian Rhapsody
- Artysta dekady: Taylor Swift